# 찰스 H. 스펄전
찰스 해던 스펄전(Charles Haddon Spurgeon, 1834년 6월 19일 ~ 1892년 1월 31일)은 영국의 침례교 목사이다. 개신교 급진적 개혁주의이며, 교회와 사회 관계인식은 매우 보수적인 성향의 신학자였다.

## 개요
스펄전은 설교에 있어서 큰 영향을 주었는데 후대에 사람들을 그를 "설교의 황태자"로 부른다. 그는 개혁주의적 침례교 전통에 굳게서서 1689년 런던 침례교 신앙 고백에 동의하고 방어하였는데 자유주의적 실용주의적 신학적 경향에 대해서는 반대하였다. 그는 청교도적 설교로 유명하며, 그가 가장 많이 인용한 자는 존 번연이었고 그의 작품인 천로역정을 가장 많이 인용하였다.

## 내리막길 논쟁[1]
1887년 3월에 스펄전은 월간 잡지를 창간하였다. < 검과 흙손 >이라는 이름의 잡지에, 스펄전의 절친이었던 로버트 쉰들러의 글이 실렸다. 그 글의 제목은 '내리막길'이라는 제목으로, 일부 목회자들이 성자 하나님의 신성을 부인하고, 그의 대속적 죽임을 부인한다는 것을 폭로함으로 성경적 교리에서 일탈하는 교리적 배도행위를 지적하였다. 이 글이 논란이 되자 침례교 교단에서는 이 책임을 스펄젼 목사에게 물어 그를 징계하였다. 이 논쟁에서 스펄젼 목사는 그 당시의 이슈를 더 이상 간과하지 않고, 그 잡지에 실음으로, 침례교 안에 분열을 가져왔다는 공격을 받게 되었다.
이 논쟁으로 인해 그의 건강은 악화되어, 끝내 죽음에 이르는 원인으로 그의 아내를 꼽았다.

## 연표
- 1834년: 에섹스 주 켈비돈에서 회중교회 목사의 아들로 태어남.
- 1849년: 침례교 신자가 경영하는 학교에 보조교사로 취직.
- 1850년 12월 15일: 갑자기 내린 눈으로 들른 작은 예배당에서, 원시감리교 신도의 설교를 듣고 회심을 경험함. 결정적 계기가 된 성서 구절은 '땅 끝들아, 모두 나에게 돌아와 구원을 받아라. 나는 하나님, 다른 이가 없다.'(이사야서 45장 22절)였음.
- 1851년 5월 3일: 회중교회의 전통을 버리고, 성인세례를 받고 신앙을 고백함. 캠브리지로 이주하여 세인트앤드루스스트리트 침례교회로 교적을 옮김.
- 1852년: 보조교사직을 그만두고, 워터비치 침례교회의 목사 취임. 본래 열 명이었던 신자 수는 한 해만에 400명으로 늘어남.
- 1854년: 런던 중앙의 뉴파크스트리트 침례교회의 목사로 취임.
- 1856년: 서리가든 음악당의 예배에서 설교. 12,000명이 출석함.
- 1857년: 런던 수정궁에서 설교. 23,654명이 출석함.
- 1861년: 런던 남부 뉴잉턴에 메트로폴리탄 태버너클 건립.
- 1874년: 쌍둥이 자식(찰스 주니어·토마스)에게 세례를 내림. 찰스 주니어는 그리니치에서 목사가 되었고, 토마스는 1884년에 부친의 뒤를 이음.
- 1892년: 프랑스 남부 망통에서 요양 중 객사.